# Dominik Kaiser
Dominik Kaiser (Mutlangen, 16 de septiembre de 1988) es un exfutbolista alemán. Jugaba de centrocampista pero también jugó de lateral derecho y fue el capitán de su antiguo equipo, el RB Leipzig. Su último club fue el Hannover 96.

## Clubes
| Club            | País      | Año       |
| --------------- | --------- | --------- |
| Normannia Gmünd | Alemania  | 2007-2009 |
| Hoffenheim II   | Alemania  | 2009-2012 |
| Hoffenheim      | Alemania  | 2010-2012 |
| RB Leipzig      | Alemania  | 2012-2018 |
| Brøndby IF      | Dinamarca | 2018-2020 |
| Hannover 96     | Alemania  | 2020-2023 |